# Scopimera
Scopimera là một chi động vật thuộc họ Dotillidae. Đây là những loài cua nhỏ sống trên bờ cát biển nhiệt đới và cận nhiệt đới Ấn Độ Dương và Thái Bình Dương. Khi thủy triều xuống, chúng tạo thành những viên cát nhỏ, sau đó bị mất đi khi thủy triều lên. Trong tiếng Việt, các loài thuộc chi Scopimera cùng với một số chi khác được gọi chung là dã tràng.

## Mô tả
Đây là những loài cua nhỏ, mai có bề ngang khoảng 1 cm (0,4 in).

## Khóa phân loại
Chi Scopimera trước đây được coi là một phân chi của chi Ocypode (De Haan, 1833), đến năm 1835, loài đầu tiên của chi này là Scopimera globosa mới được mô tả chính thức. Đồng thời, De Haan cũng đề xuất tên chi Doto nhưng đã có chi nhuyễn thể Doto chiếm chỗ trước. Năm 1858, William Stimpson đề xuất tên chi Dotilla. Hiện nay chi Scopimera đang được phân chia thành ít nhất là 2 chi mới.

### Các loài
Có 15 loài thuộc chi Scopimera đã được công nhận, trong đó 13 loài được ghi nhận trong Ng et al. (2008), và 2 loài bổ sung năm 2011.
- Scopimera bitympana Shen, 1930 - Dã tràng lớn.
- Scopimera crabicauda Alcock, 1900
- Scopimera curtelsoma Shen, 1936
- Scopimera globosa (De Haan, 1835) (đồng nghĩa: S. tuberculata Stimpson, 1858) - Dã tràng nhỏ.
- Scopimera gordonae Serène & Moosa, 1981
- Scopimera inflata A. Milne-Edwards, 1873
- Scopimera intermedia Balss, 1934
- Scopimera investigatoris Alcock, 1900
- Scopimera kochi Roux, 1917
- Scopimera longidactyla Shen, 1932
- Scopimera philippinensis Wong, Shih & Chan, 2011[3]
- Scopimera pilula Kemp, 1919
- Scopimera proxima Kemp, 1919
- Scopimera sheni Wong, Shih & Chan, 2011[3]
- Scopimera sigillorum (Rathbun, 1914)

## Hình ảnh

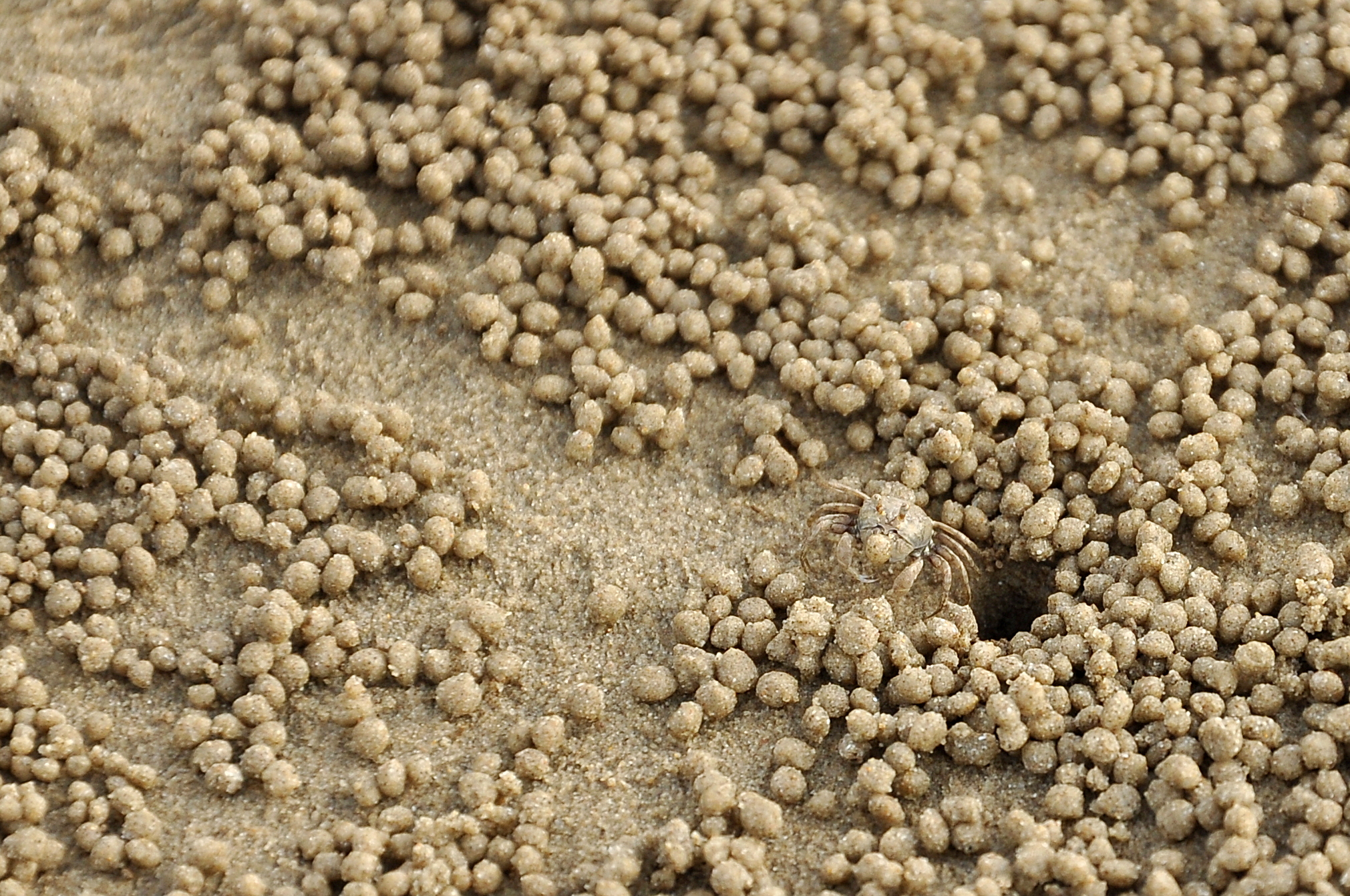
Dã tràng Scopimera globosa nghịch cát.